# Beverley Dunn
Beverley Dunn é um decorador de arte estadunidense. Venceu o Oscar de melhor direção de arte na edição de 2014 por The Great Gatsby, ao lado de Catherine Martin.